# Foreign Affairs
Foreign Affairs – amerykański dwumiesięcznik publikowany od września 1922 przez Radę Stosunków Międzynarodowych (Council on Foreign Relations, CFR) utworzoną w Nowym Jorku w 1921 roku. Celem wydawnictwa jest upowszechnianie zagadnień z dziedziny polityki zagranicznej oraz określenie miejsca Ameryki w świecie.
Pierwszymi redaktorami naczelnymi pisma zostali: prof. Archibald Cary Coolidge z Uniwersytetu Harvarda, który ze względu na to, że nie zgodził się na przeprowadzkę z Bostonu do Nowego Jorku otrzymał pracę na pół etatu, oraz absolwent Uniwersytetu Princeton i europejski korespondent New York Evening Post (obecnie New York Post) Hamilton Fish Armstrong jako redaktor pełnoetatowy. Współpracowali ze sobą przy pomocy codziennej wymiany listów.
Dziennik Foreign Affairs jest kontynuacją Journal of International Relations (wychodzącego w latach 1910–1922) oraz Journal of Race Development (ukazującego się w latach 1911–1919). Obecnie nakład czasopisma wynosi ok. 200 tys. egzemplarzy.

## Lata 20. i 30. XX wieku
Artykuł wstępny w pierwszym numerze wydawnictwa został napisany przez sekretarza stanu w gabinecie Teodora Roosevelta, Elihu Roota.
W 1925 roku magazyn opublikował serię artykułów autorstwa W.E.B. Du Bois. Poruszał on w nich kwestie rasowe.
W późnych latach 30. w piśmie publikowała swe artykuły również dziennikarka magazynu Time, Dorothy Thompson (uznawana przez ówczesnych za najbardziej wpływową kobietę w Ameryce po Eleonorze Roosevelt).

## Zimna wojna
Okres największego znaczenia czasopisma przypadł na lata powojenne, kiedy kwestie międzynarodowe znalazły się w Ameryce w centrum uwagi. Wtedy opublikowano w FA tzw. Długi telegram autorstwa George’a Kennana, a zawarte w nim tezy umożliwiły sformułowanie doktryny powstrzymywania, na której opierała się zimnowojenna polityka Stanów Zjednoczonych.
W tym czasie jedenastu sekretarzy stanu publikowało w FA eseje.